# TatrySki
Die TatrySki ist ein 2011 gegründeter Verband von Skigebieten in Polen und der Slowakei, der in der Rechtsform einer polnischen GmbH (Sp. z o.o.) organisiert ist. Sitz des Unternehmens ist Białka Tatrzańska am Fuße der polnischen Hohen Tatra in der Region Podhale in der Woiwodschaft Kleinpolen, dem Powiat Tatrzański und der Gemeinde Bukowina Tatrzańska. Białka Tatrzańska liegt ca. 15 km nordöstlich vom Stadtzentrum von Zakopane unweit der Schnellstraße DK49.

## Beschreibung
Zum Verband gehören neun Skigebiete, acht in Polen und eines in der Slowakei. Zum Verband gehören jedoch nicht alle Skigebiete in der Tatra und nicht alle Mitgliedsskigebiete befinden sich in der Tatra. Insbesondere die Skigebiete in Zakopane sind dem Verband nicht beigetreten. TatrySki verkauft Skipässe, die zum Eintritt in allen neun Skigebieten berechtigen. Mitglied im Verband ist auch das Thermalbad Terma Bania und ein Eisring in Białka Tatrzańska. Zum Verband gehören 18 Sessellifte, 38 Tellerlifte, 61 Pisten mit einer Gesamtlänge von 45 km in sechs verschiedenen Orten am Fuße der Tatra. TatrySki ist der größte Skigebietsverband in Polen, der einen gemeinsamen Skipass herausgibt. Neben dem TatrySki ist auch der Verband Góral Skipass in der Tatra tätig. Zudem gibt es mehrere Skigebiete in der Tatra, die keinem Verband beigetreten sind.

## Skigebiete im Verband
- Skigebiet Palenica in Szczawnica
- Skigebiet Grapa-Litwinka in Czarna Góra
- Skigebiet Koziniec in Czarna Góra
- Skigebiet Czorsztyn-Ski in Kluszkowce
- Skigebiet Kaniówka in Białka Tatrzańska
- Skigebiet Kotelnica in Białka Tatrzańska
- Skigebiet Bania in Białka Tatrzańska
- Skigebiet Jurgów in Jurgów
- Bachledova SKI in Bachledova